# Gornja Šleska
Gornja Šleska ili Šlezija (češki: Horní Slezsko, donjošleski: Oberschläsing, latinski: Silesia Superior, njemački: Oberschlesien, poljski: Górny Śląsk, šleski: Gōrny Ślōnsk) jugoistočni je dio povijesne i zemljopisne regije Šleske, dok je sjeverozapadni dio Donja Šleska.

## Povijest
Od 9. stoljeća Gornja Šleska bila je dio Velikomoravske kneževine, Vojvodstva Češke, Kraljevstva Poljske, zatim Zemlje Češke krune i Svetoga Rimskoga Carstva, kao i Habsburške Monarhije od 1526. godine. Gornjošleske posjede anektirala je Kraljevina Pruska 1742. godine, a postala je dio Njemačkoga Carstva 1871. godine kada dolazi do ujedinjenja Njemačke. Potsdamskom konferencijom iz 1945. godine većinski dio Gornje Šleske postao je dio Narodne Republike Poljske, a manji dio Čehoslovačke Socijalističke Republike. Raspadom Čehoslovačke Socijalističke Republike taj manji dio postaje dio Češke Republike.

## Vanjske poveznice
- Šleska digitalna biblioteka  Arhivirana inačica izvorne stranice od 2. ožujka 2022. (Wayback Machine)
- Šleski turistički portal